# Леонардо Кутріс
Леонардо Кутріс (грец. Λεονάρντο Κούτρης, нар. 23 липня 1995, Родос) — грецький футболіст, захисник польського клубу «Погонь» (Щецин).

## Клубна кар'єра
Народився 23 липня 1995 року в місті Родос. Вихованець футбольної школи клубу «Ерготеліс». Дорослу футбольну кар'єру розпочав 2013 року в основній команді того ж клубу, в якій провів три сезони, взявши участь у 31 матчі чемпіонату. 
Протягом 2016—2017 років захищав кольори команди клубу «ПАС Яніна».
До складу клубу «Олімпіакос» приєднався 2017 року.

## Виступи за збірні
2013 року дебютував у складі юнацької збірної Греції, взяв участь у 3 іграх на юнацькому рівні.
2015 року провів дві гри у складі молодіжної збірної Греції.
2018 року дебютував в офіційних матчах у складі національної збірної Греції.
| Дата       | Місто    | Господарі            | Результат | Гості     | Турнір                               | Голи | Примітки |
| ---------- | -------- | -------------------- | --------- | --------- | ------------------------------------ | ---- | -------- |
| 15-11-2018 | Афіни    | Греція               | 1 – 0     | Фінляндія | Ліга націй УЄФА 2018-2019 - 1-й етап | -    |          |
| 23-03-2019 | Вадуц    | Ліхтенштейн          | 0 – 2     | Греція    | Відбір до ЧЄ 2020                    | -    |          |
| 26-03-2019 | Зениця   | Боснія і Герцеговина | 2 – 2     | Греція    | Відбір до ЧЄ 2020                    | -    |          |
| 30-05-2019 | Анталія  | Туреччина            | 2 – 1     | Греція    | товариський матч                     | -    | 46'      |
| 11-06-2019 | Афіни    | Греція               | 2 – 3     | Вірменія  | Відбір до ЧЄ 2020                    | -    |          |
| 03-06-2021 | Брюссель | Бельгія              | 1 – 1     | Греція    | товариський матч                     | -    | 58'      |
| 01-09-2021 | Базель   | Швейцарія            | 2 – 1     | Греція    | товариський матч                     | -    | 80'      |
| Усього     |          | Матчів               | 7         |           | Голів                                | 0    |          |

## Титули і досягнення
- Володар Кубка Греції (1):

«Олімпіакос»: 2019–20